# Bérénice Bejo
Bérénice Bejo (Buenos Aires, Argentína, 1976. július 7. –) César-díjas argentin–francia színésznő.
1993 óta szerepel filmekben. Legismertebb szerepei a Lovagregény (2001) és a 2011-es The Artist – A némafilmes című filmekben voltak. Utóbbi filmben nyújtott alakításáért Oscar-díjra jelölték a legjobb női mellékszereplő kategóriában.
Bérénice Bejo az egyetlen színésznő, aki ugyanabban az évben lett jelölve a César-díjra (legjobb színésznő) és az Oscar-díjra (legjobb női mellékszereplő) is 2012-ben, A némafilmes (The Artist) című filmben nyújtott alakításáért, azonban míg a César-díjat elnyerte, az Oscar-díjat már nem. Juliette Binoche az egyetlen színésznő, aki elnyerte ugyanazon évben mind a két rangos díjat, azonban ezt két különböző filmmel érte el. 2014-ben még egy César-díj jelölést kapott, A múlt (Le passé) című filmért.

## Élete és pályafutása
Argentína fővárosában, Buenos Airesben született, édesapja, Miguel Bejo szintén a filmiparban dolgozott, míg édesanyja ügyvédnőként. Három éves volt, amikor szüleivel Franciaországba költöztek.
2006-ban az OSS 117: Képtelen kémregény című film forgatása során ismerkedett meg a film rendezőjével, Michel Hazanaviciusszal, aki később a férje lett. Két gyermekük született, Lucien és Gloria.

## Filmográfia

### Film
| Év   | Magyar cím                               | Eredeti cím                            | Szerep                    | Magyar hang         |
| ---- | ---------------------------------------- | -------------------------------------- | ------------------------- | ------------------- |
| 1996 |                                          | Les soeurs Hamlet                      | Karine                    |                     |
| 2000 | A szenvedély szigete                     | Passionnément                          | Faustine                  |                     |
| 2000 | Fodrász papa a pácban                    | Meilleur espoir féminin                | Laetitia Rance            | Bogdányi Titanilla  |
| 2000 |                                          | La Captive                             | Sarah                     |                     |
| 2001 | Lovagregény                              | A Knight's Tale                        | Christiana                | Holló Orsolya       |
| 2002 |                                          | Comme un avion                         | Lola                      |                     |
| 2002 | 24 óra egy asszony életéből              | 24 heures de la vie d'une femme        | Olivia                    | Solecki Janka       |
| 2003 |                                          | Dans le rouge du couchant              | lány a hajón              |                     |
| 2003 |                                          | Sem Ela                                | Fanfan Vieira             |                     |
| 2003 |                                          | Dissonances                            | Margo                     |                     |
| 2004 | A nagy szerep                            | Le grand rôle                          | Perla Kurtz               | Haumann Petra       |
| 2004 | A nagy szerep                            | Le grand rôle                          | Perla Kurtz               | Majsai-Nyilas Tünde |
| 2005 | Felvonulás                               | Cavalcade                              | Manon                     |                     |
| 2006 | OSS 117: Képtelen kémregény              | OSS 117: Cairo, Nest of Spies          | Larmina El Akmar Betouche | Roatis Andrea       |
| 2007 | A ház                                    | La maison                              | Cloé                      |                     |
| 2007 |                                          | 13 m²                                  | Sophie                    |                     |
| 2008 |                                          | Bouquet final                          | Claire                    |                     |
| 2008 |                                          | Modern Love                            | Elsa                      |                     |
| 2010 |                                          | Proie                                  | Claire                    |                     |
| 2011 | The Artist – A némafilmes                | The Artist                             | Peppy Miller              |                     |
| 2012 | Populaire kisasszony                     | Populaire                              | Marie Taylor              | Mikecz Estilla      |
| 2013 | Foglalkozása: bűnbak                     | Au bonheur des ogres                   | Tante Julia               | Vágó Bernadett      |
| 2013 | Elcsábítva és elhagyatva                 | Seduced and Abandoned                  | önmaga                    |                     |
| 2013 | A múlt                                   | Le passé                               | Marie Brisson             | Szávai Viktória     |
| 2014 |                                          | Le Dernier Diamant                     | Julia                     |                     |
| 2014 | A keresés                                | The Search                             | Carole                    |                     |
| 2016 |                                          | The Childhood of a Leader              | Anya                      |                     |
| 2016 | Rég nem szerelem                         | L'Économie du couple                   | Marie                     |                     |
| 2016 | Szép álmokat!                            | Fai bei sogni                          | Elisa                     |                     |
| 2016 | Örökké                                   | Éternité                               | Gabrielle                 | Farkasházi Réka     |
| 2016 | Örökké                                   | Éternité                               | Gabrielle                 | Bogdányi Titanilla  |
| 2017 |                                          | Le Redoutable                          | Michèle Rosier            |                     |
| 2017 | Három hegycsúcs                          | Three Peaks                            | Lea                       |                     |
| 2018 | A fakír, aki egy IKEA szekrényben ragadt | The Extraordinary Journey of the Fakir | Nelly Marnay              | Bánfalvi Eszter     |
| 2018 |                                          | Funan                                  | Chou (hangja)             |                     |
| 2018 |                                          | La Quietud                             | Eugenia                   |                     |
| 2018 | Játék                                    | Le Jeu                                 | Marie                     |                     |
| 2020 | Az elfeledett herceg                     | Le Prince oublié                       | szomszéd / nő az ajtónál  | Balsai Móni         |
| 2020 | Mese a barátságról                       | Le Bonheur des uns...                  | Léa Monteil               |                     |
| 2021 | Könyvesbolt Párizsban                    | Il materiale emotivo                   | Yolande                   |                     |
| 2021 |                                          | Shake Your Cares Away                  | Alma                      |                     |
| 2021 |                                          | L'Homme de la cave                     | Hélène Sandberg           |                     |
| 2022 | Csapó!                                   | Coupez !                               | Nadia                     |                     |
| 2022 |                                          | Il colibrì                             | Luisa Lattes              |                     |
| 2023 |                                          | Hawaii                                 | Stéphanie                 |                     |

Rövidfilmek

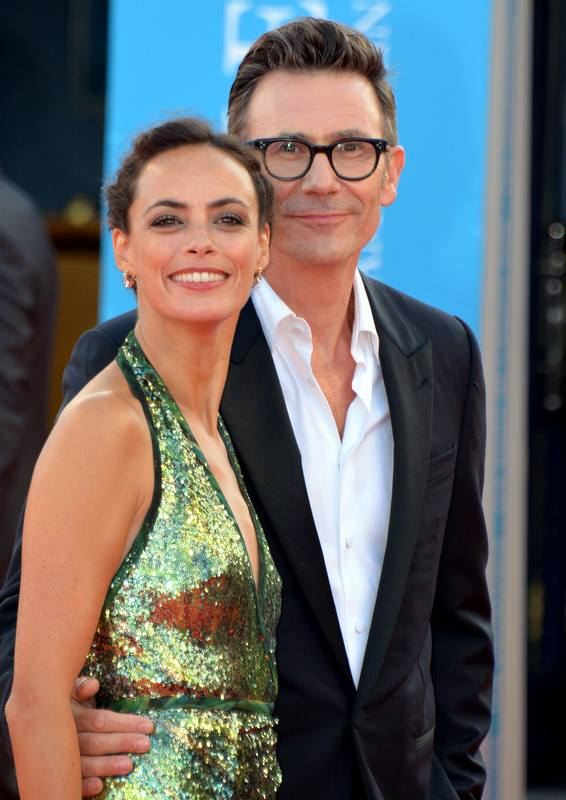
Bérénice és férje, Michel Hazanavicius

- 1993: Pain perdu – ismeretlen szerep
- 2002: Une petite fée – fiatal nő
- 2003: Jeux de plage – Marthe
- 2004: Ciao bambino – Liccia
- 2004: Sans douleur – ismeretlen szerep
- 2007: Un homme peut en cacher un autre – Inès / Adèle
- 2008: Le courrier du parc – fiatal nő
- 2009: La pomme d'Adam – lány a metrón
- 2010: Love Me Baby – Marie
- 2012: Aujourd'hui – Louise

### Televízió
| Év        | Cím                      | Szerep                    | Megjegyzések           |
| --------- | ------------------------ | ------------------------- | ---------------------- |
| 1996      | Regards d'enfance        | Laurence                  | 1 epizód               |
| 1996      | L'@mour est à réinventer | La fille                  | minisorozat (1 epizód) |
| 1997      | Julie Lescaut            | Lila                      | 1 epizód               |
| 1997      | Le juge est une femme    | Raphaëlle Fauvet-Colombin | 1 epizód               |
| 1997–1999 | Un et un font six        | Sophie                    | 6 epizód               |
| 1999      | La famille Sapajou       | Emma Verdier              | minisorozat (1 epizód) |
| 2000      | Sauvetage                | Valentine                 | 6 epizód               |
| 2000      | Les redoutables          | ismeretlen szerep         | 1 epizód               |
| 2002      | Vertiges                 | Margo                     | 1 epizód               |
| 2006      | Viharfelhők (Nuages)     | Cécile Marsac             | tévéfilm               |
| 2008      | Sa raison d'être         | Fabienne                  | tévéfilm               |

## Díjak és jelölések
Fodrász papa a pácban  (2000)
- Jelölés – César-díj a legígéretesebb fiatal színésznőnek

The Artist – A némafilmes (2011)
- César-díj a legjobb színésznőnek
- Lumières-díj – legjobb színész
- Jelölés – Oscar-díj a legjobb női mellékszereplőnek
- Jelölés – Golden Globe-díj a legjobb női mellékszereplőnek
- Jelölés – BAFTA-díj a legjobb női mellékszereplőnek

A múlt (2013)
- Cannes-i fesztivál – legjobb női alakítás
- Jelölés – César-díj a legjobb színésznőnek